# Belforte all’Isauro
Belforte all’Isauro ist eine italienische Gemeinde (comune) mit 745 Einwohnern (Stand 31. Dezember 2023) in der Provinz Pesaro und Urbino in den Marken. Die Gemeinde liegt etwa 48 Kilometer westsüdwestlich von Pesaro und etwa 21 Kilometer westlich von Urbino am Fluss Foglia. Sie gehört zur Comunità montana del Montefeltro und grenzt an die Provinz Arezzo in der Toskana.